# نجيب نصر
نجيب نصر هو كاتب وناقد وأكاديمي يمني ولد ريف مدينة تعزفي 04 يونيو 1984، يقيم في مدينة غرناطة بإسبانيا. نجيب حائزٌ على الدكتوراه في اللغة العربية، في تخصّص النحو واللسانيات من جامعة سيدي محمد بن عبد الله في مدينة فاس بالمغرب (تموز/يوليو 2018) وقبلها كان قد أنجز الماجستير في التخصص نفسه والجامعة نفسها عام 2012.

## المسيرة المهنيّة
حاول نجيب نصر عام 2016 كتابة رواية حينما كان طالب دكتوراه في المملكة المغربية حيثُ وضع الخطوط العريضة لها لكنّه تركها كما يقول بسببِ مشاغل الدراسة والبحث العلمي. عاد لها لاحقًا فبدأ في كتابة قصص صغيرة ومقالات وصفحات بين الفينة والأخرى.
يُعتبر نجيب نصر أول روائي يمني يفوزُ بجائزة كتارا في فئة الروايات غير المنشورة وهي الجائزة الرابعة على صعيد مجمل فئات الجائزة، التي بدأت بنيل الناقد والأكاديمي عبد الحميد الحسامي جائزة فئة الدراسات النقدية في الدورة الثالثة عام 2017 عن دراسته النقدية «تمثيل ابن عربي في المتخيل الروائي»، وفي فئة الدراسات التي تعنى بالبحث والنقد الروائي أُضيفت لليمن جائزة ثانية، حيث فاز الناقد والأكاديمي اليمني علوي أحمد صالح المَلْجَمِي، عن دراسته «البناء الثقافي للعالم الروائي: سيميائيات العالم الممكن في رواية أرض المؤامرات السعيدة لوجدي الأهدل»، لتكون بذلك رابع جائزة لليمن الذي توّج عام 2019 بفوز الروائي حبيب عبد الرب سروري (المقيم في فرنسا) بجائزة الروايات العربية المنشورة عن روايته «وحي».

## الجوائز
فاز نجيب نصر، بجائزة المؤسسة العامّة للحي الثقافي كتارا في فئة الرواية غير المنشورة عن عن روايته «نصف إنسان» بالتناصف مع الأزهر الزنّاد من تونس عن رواية «الناطور»، وسعيد العلام من المغرب عن رواية «عذراء غرناطة: حب بين مدينتين»، وسالم محمود سالم من مصر عن رواية «حدث في الإسكندرية»، وغازي حسين العلي من سوريا عن رواية «مرسيدس سوداء لا تخطئها عين- كوميديا وطنيّة». جديرٌ بالذكر هنا أن فوز الكاتب اليمني جاء في الدورة السادسة التي أُقيمت بإشرافٍ من المنظمة العربية للتربية والثقافة والعلوم (الألكسو) شهدت أكبر نسبة مشاركة منذ انطلاقها عام 2014؛ حيث استقبلت الجائزة نحو 2220 مشاركة في مختلف فروعها، بزيادة بلغت 370 مشاركة عن الدورة الخامسة.
عقب فوزتهِ بالجائزة، أكَّد نجيب «إن الانطباع العام لأي كاتب يفوز بجائزة أدبية مهما كانت، يُعدُّ محفزًا ومشجعًا للاستمرار ومواصلة العمل، لكن أن تكون الجائزة بحجم كتارا بما تحمله من قيمة أدبية وثقافية، فهذا يجعل السعادة مضاعفة خصوصا لشاب لم يسبق له أن نشر رواية من قبل، وليس له حضور بارز في الساحة الأدبية والثقافيّة.»

## قائمة أعماله
هذه قائمةٌ بأبرز أعمال الكاتب والناقد اليمني نجيب نصر:
- نصف إنسان[11]